# Xã Washington, Quận Lee, Iowa
Xã Washington (tiếng Anh: Washington Township) là một xã thuộc quận Lee, tiểu bang Iowa, Hoa Kỳ. Năm 2010, dân số của xã này là 1.569 người.